# Трієр (машина)

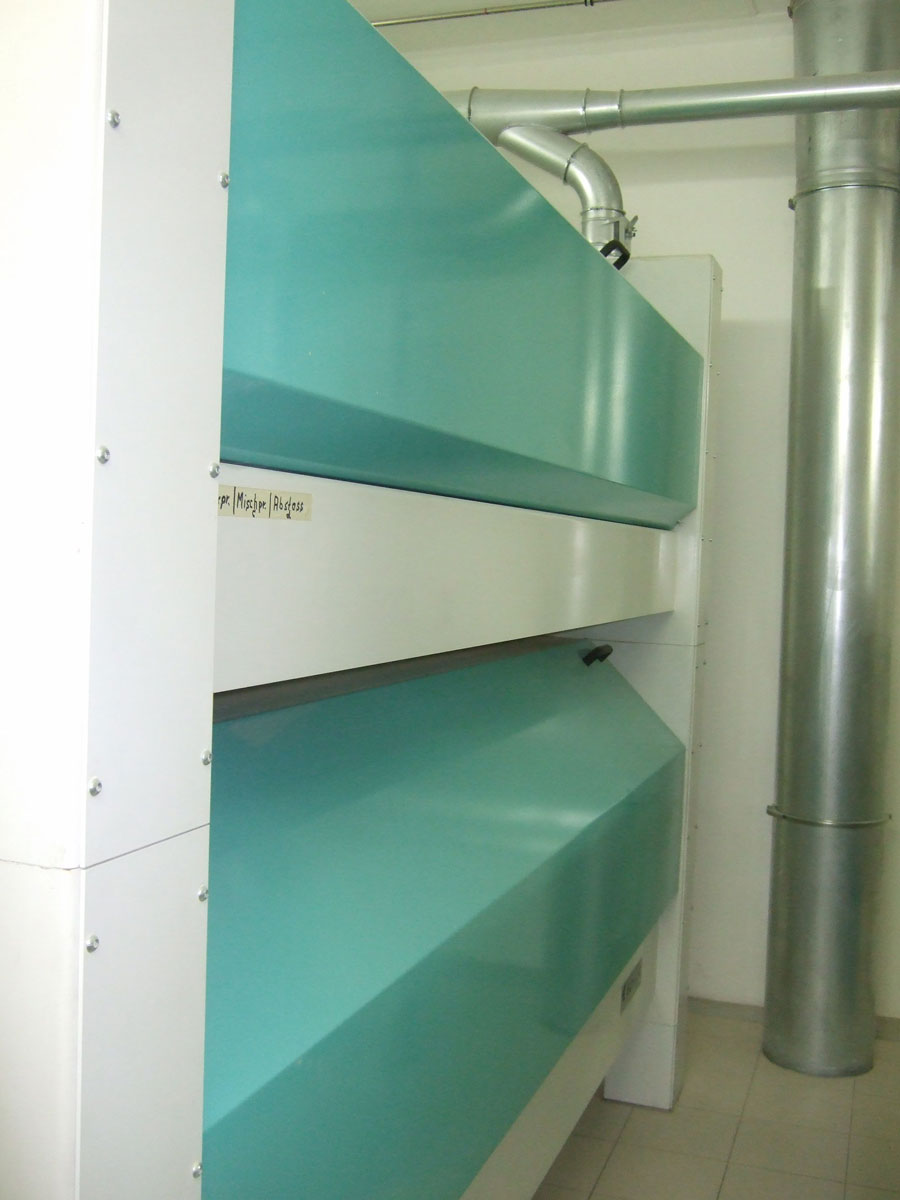
Трієр, як один з вузлів сучасного млина

Трієр — фр. trieur від фр. trier — відбирати, сортувати — сільськогосподарська машина або окремий вузол складної зерноочисної машини для відокремлення з зернових сумішей коротких і довгих домішок (вівсюга, куколю, гречкових тощо) від насіння основної культури і сортування очищеного за довжиною зерен.
Основним робочим органом трієра є комірка (заглиблення) сферичної або кишенькової форми. Трієри поділяють на циліндричні та дискові.